# Best of Both Worlds Tour
Best of Both Worlds Tour —en español: Gira Lo Mejor de Ambos Mundos— fue la primera gira musical de la cantante y compositora estadounidense Miley Cyrus. La gira se llevó a cabo para promover el álbum debut de la artista, Meet Miley Cyrus (2007) y las bandas sonoras pertenecientes a su serie de televisión, Hannah Montana (2006) y Hannah Montana 2 (2007). Se inició en octubre de 2007 y concluyó en enero de 2008, visitando las ciudades de los Estados Unidos y Canadá. La gira fue promovida por AEG Live y Buena Vista Concerts. Sus compañeros del sello discográfico Hollywood Records, los Jonas Brothers, Aly & AJ y Everlife sirvieron como actos de apertura durante el recorrido. Un dólar de cada boleto vendido fue donado a City of Hope National Medical Center, una organización dedicada a la lucha contra el cáncer. El Best of Both Worlds Tour recaudó más de 2 millones de dólares estadounidenses para la organización.
El Best of Both Worlds Tour fue creado por Kenny Ortega y Michael Cotten, para ser video-intensivo y para diferenciar a Cyrus de Hannah Montana como intérprete. El espectáculo tenía a Miley Cyrus realizando la primera parte del concierto como su alter ego, Hannah Montana. Después, haciendo un dúo con el acto de apertura, que continuó con la realización de un interludio de canciones. Para la segunda mitad del dúo, una doble de cuerpo se utilizaba para facilitar la transición de Hannah Montana a Miley Cyrus. Los videos que circularon en la web hicieron que muchos fanáticos se indignaran y cuestionaran si Cyrus sincronizó los labios durante la gira. Posteriormente, sus representantes emitieron un comunicado que negó dichas acusaciones y expuso las razones del uso de la doble de cuerpo. El concierto de rápido ritmo tuvo seis segmentos, divididos por igual entre cada persona.
La gira fue un éxito comercial, recaudando más de $ 54 millones de dólares. En los Premios Billboard Touring 2008, Miley Cyrus ganó el premio "Artista Revelación". Por otra parte, las entradas se vendieron muy rápidamente y se encontraron en los mercados secundarios. La reventa de entradas llegó a ser tan extensa que atrajo la atención de los medios de comunicación y muchas más demandas fueron presentadas contra MileyWorld, club de fanes oficial de Cyrus, y vendedores de entradas.
Una película en 3D, Hannah Montana & Miley Cyrus: Best of Both Worlds Concert, fue lanzado al cine americano en febrero de 2008. La película recibió una respuesta abrumadora comercial, recaudando un total de $70,6 millones en todo el mundo y se consideró la película más taquillera de conciertos de todos los tiempos. La respuesta crítica fue en general positiva. Cuando fue televisado por primera vez en Disney Channel, Hannah Montana & Miley Cyrus: Best of Both Worlds Concert fue visto por más de 5,9 millones de espectadores. Un álbum en vivo fue lanzado como una banda sonora para la película, Best of Both Worlds Concert, con las grabaciones de los conciertos, y salió a la luz en el mes de marzo de 2008.

## Antecedentes

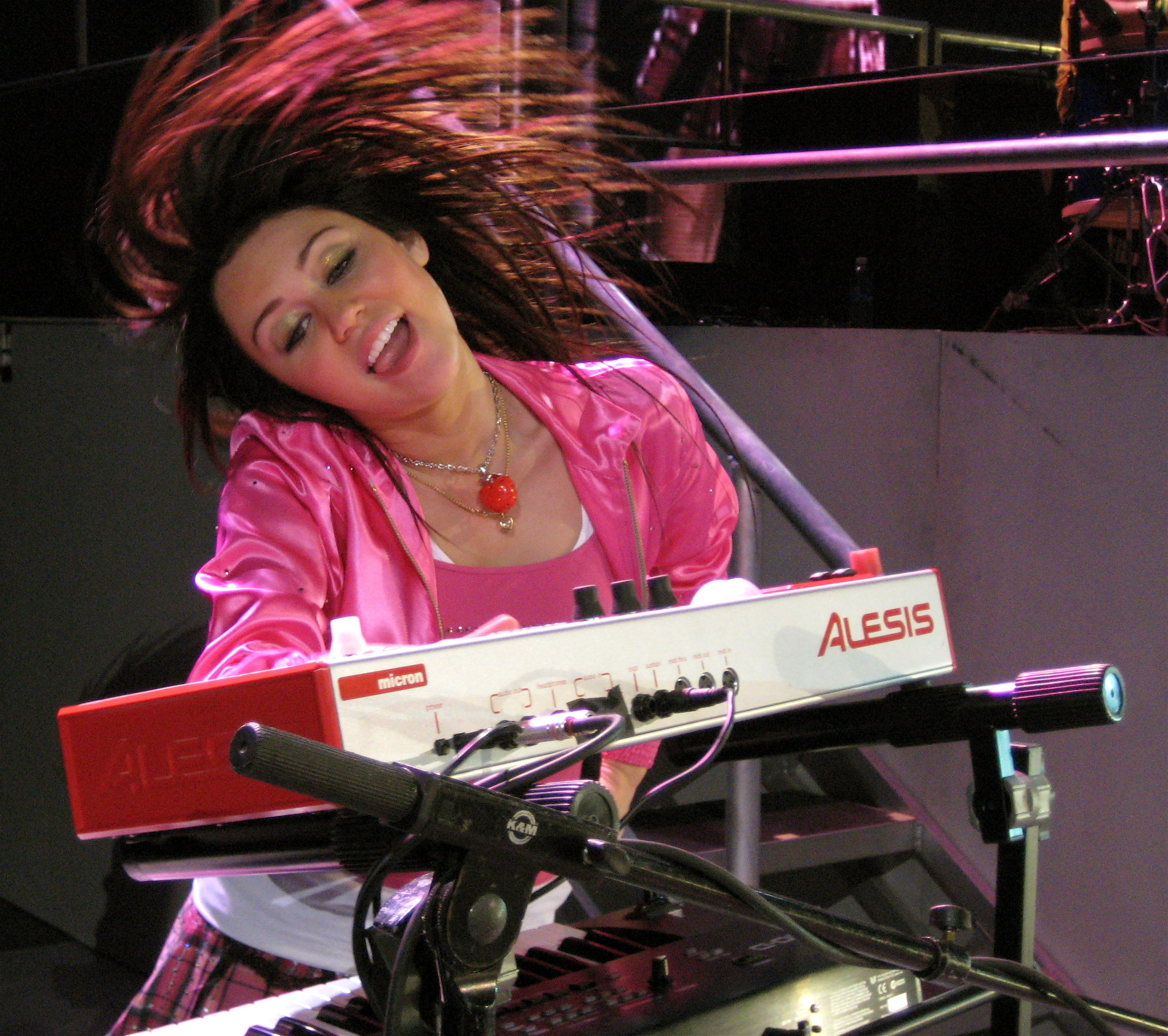
Miley Cyrus en la gira interpretando «The Best Of Both Worlds», canción que da cierre al concierto.

En 2006, Cyrus sirvió como acto de apertura de veinte fechas del The Party's Just Begun Tour, segunda gira de conciertos de The Cheetah Girls; el show solo presentaba a Cyrus como Hannah Montana. En junio de 2007, la cantante lanzó el álbum doble Hannah Montana 2: Meet Miley Cyrus. El primer disco, Hannah Montana 2, fue la banda sonora de la segunda temporada de la serie, mientras que el segundo disco, Meet Miley Cyrus, era el álbum estudio debut de Miley. Con el fin de promocionar el álbum, Cyrus decidió emprenderse en su primera gira de conciertos como acto principal, el Best of Both Worlds Tour donde ella interpretó ambos personajes a la vez, como Hannah Montana, y como ella misma por primera vez.
La gira de conciertos se estaba discutiendo por los ejecutivos a partir de enero de 2007. Fue anunciada el 8 de agosto de 2007 a través de un comunicado de prensa. Se confirmó que la gira sería promovida por AEG Live y Buena Vista Conciertos, una división de The Walt Disney Company. También incluyeron a la banda estadounidense y compañeros de sello, los Jonas Brothers, como acto de apertura. La gira se desarrollaría a través de únicamente Norteamérica, del 18 de octubre de 2007 en San Luis, Misuri, al 9 de enero de 2008 en Albany, Nueva York, con un total de cincuenta y cuatro fechas, de las cuales cincuenta y tres se encontraban en los Estados Unidos y una que estaba en Canadá. En octubre de 2007, una nueva fecha fue agendada en Salt Lake City con el fin de satisfacer la demanda. En diciembre de 2007, se anunció la extensión de la gira con catorce nuevas fechas, con el dúo estadounidense de Aly & AJ como acto de apertura en siete de ellas, mientras que para el resto de fechas el telonero aún no era anunciado. La extensión contó con nuevos actos de apertura debido a los Jonas Brothers no continuaron para poder grabar su próximo cuarto álbum de estudio, A Little Bit Longer (2008). Posteriormente, en el mismo mes, una fecha final fue añadida, y la banda estadounidense Everlife fue anunciada como el acto de apertura definitiva. Un dólar de cada boleto comprado fue donado al City of Hope National Medical Center, un centro dedicado a la prevención, tratamiento e investigación para la cura de cáncer. En total, el Best of Both Worlds Tour recaudó más de 2 millones de dólares estadounidenses para el centro.

## Desarrollo

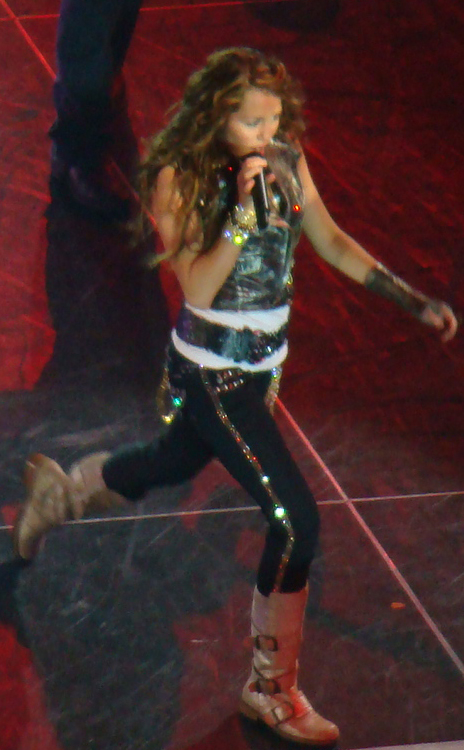
Cyrus durante la gira.

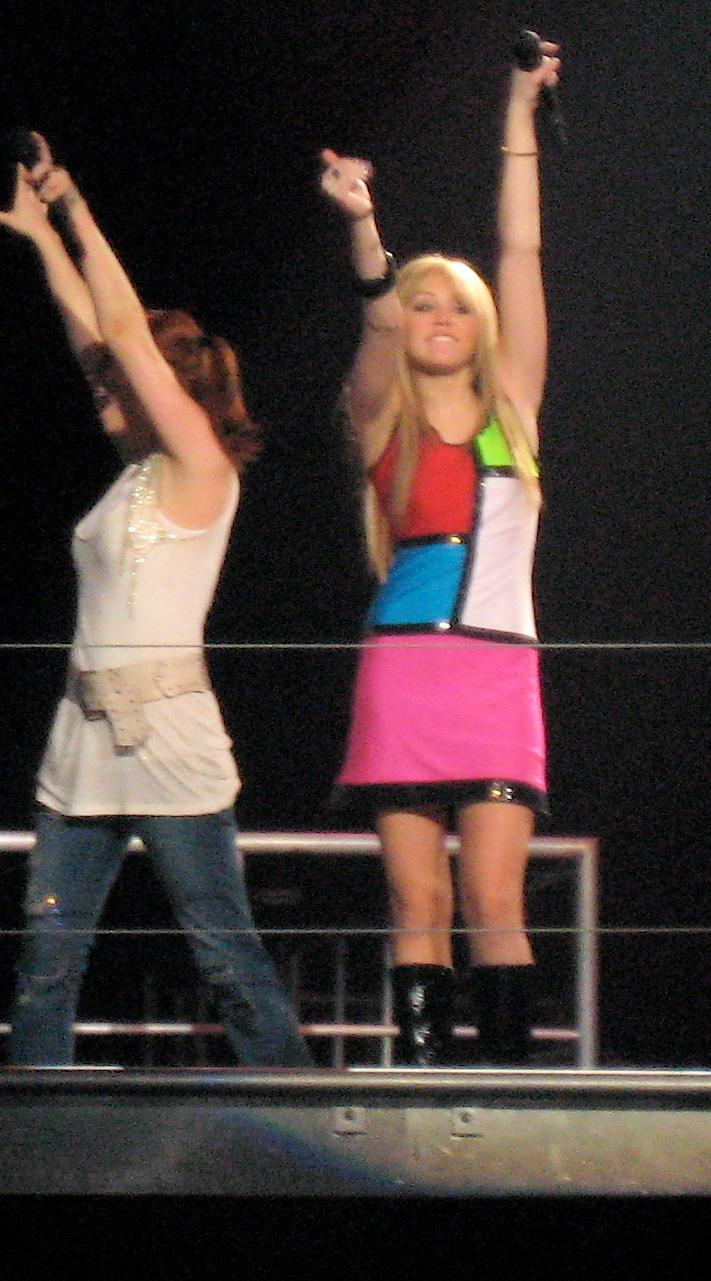
Cyrus siendo Hannah Montana durante la gira.

La gira fue titulada Best of Both Worlds Tour por la canción del mismo nombre, que era el tema principal de Hannah Montana y fue lanzada en la primera banda sonora de la serie. El título fue elegido debido a como el concierto se alterna entre Cyrus actuado como Hannah Montana y como ella misma. Ella describió la gira como una forma de diferenciar a las dos de acuerdo a sus respectivos estilos y representar cómo una niña es capaz de tener dos lados de ella. Ella dijo que la diferencia más notable entre los dos personajes era el estilo de la música, en vez de la apariencia física. Según ella, Hannah Montana era directamente música pop, mientras que su propio estilo era más orientado a la música rock e incluía en las canciones escenarios de la vida real. Cyrus ensayaba para la gira de manera simultánea a la filmación de los episodios finales de la segunda temporada de Hannah Montana, de septiembre a octubre de 2007.
Kenny Ortega, un colaborador común de The Walt Disney Company en su momento, fue contratado como director de la gira y principal coreógrafo. Ortega, junto con el diseñador Michael Cotten, reunieron a un personal experimentado y desarrollaron el concierto, que se hizo bastante sencillo porque Cyrus no se sentía con la suficiente confianza como vocalista para realizar acrobacias y usar accesorios mientras cantara. Por lo tanto, el espectáculo se enfocó en los videos. Cotten imaginó el set como "un caleidoscopio móvil interactivo de flash y estilo", una conceptualización que involucró una gran cantidad de video. Se ubicaron diecinueve pantallas de video LED individuales por todo el escenario. Cuatro pantallas de video LED V9 de alta definición servían como paredes que rodeaban el escenario principal. Cinco cubos Barco MiTrix, que consistían en tres paneles LED que miraban hacia la audiencia y un panel de soporte que miraba hacia el escenario, estaban suspendidos por plataformas en todo el escenario. Nocturne Productions se asoció con el proveedor de equipos Video Equipment Rentals (VER) para realizar el diseño. El peso ligero y la adaptabilidad de las pantallas LED V9 permitieron a los diseñadores agregar más elementos de iluminación que en la mayoría de los espectáculos en ese momento.
El director de contenido de video George Elizando y el ingeniero de video Steven Davis controlaron las superficies de video usando un conmutador Pinnacle i9000 y un sistema Vista Systems Spyder expandido. Los gráficos en las paredes LED se alimentaron de un sistema de reproducción de video personalizado que incorporó tres servidores de medios Green Hippo; parte del contenido del video se filmó durante los ensayos y estaba destinado a que Cyrus interactuara con este en el escenario. La ampliación visual se ejecutó mediante el uso de cámaras Ikegami Tsushinki HL-45 y múltiples cámaras de punto de vista estratégicamente ubicadas, para cubrir el espectáculo desde todos los ángulos. Se necesitó una gran cantidad de trabajo en equipo para configurar el complejo sistema de video en cada lugar, particularmente para las presentaciones diurnas de fin de semana, ya que tenían menos tiempo. Mark Woody, Steve "Bone" Gray, Justin McLean y Dane Mustola configuraron las estructuras de video, mientras que Evan Huff y el jefe de equipo Eric Geiger construyeron el video para la audiencia e instalaron las cámaras en vivo. "Gracias a estos talentosos diseñadores se ha creado un espectáculo a la altura de la popularidad de Hannah", dijo Paul Becher, codirector ejecutivo de Nocturne Productions. Para el audio, Cyrus usó la cápsula dinámica MD 5235 de Sennheiser encima del transmisor de mano inalámbrico SKM 5200 todas las noches. Se programaron dieciséis canales de monitores inalámbricos Sennheiser G2 para garantizar que los artistas pudieran escuchar lo que se estaba reproduciendo en medio de los gritos fervientes de la audiencia. También se utilizaron sistemas inalámbricos de guitarra y bajo de la serie 500 de Sennheiser.

## Descripción

### Sinopsis del concierto
El espectáculo principal comenzó con Cyrus descendiendo al escenario en un cubo rosa neón que tenía una imagen digital de su silueta, mientras se disparaban fuegos artificiales rosas detrás de ella. Con una camiseta sin mangas larga, con lentejuelas, de guepardo y rayas negras y una chaqueta de punto, medias negras brillantes, botas negras y la peluca rubia de Hannah Montana, comenzó a interpretar el número de apertura del concierto, «Rock Star». A continuación, Cyrus se unió a varios bailarines de respaldo para realizar rutinas de baile para «Life's What You Make It». Quitándose el cárdigan, concluyó el segmento con «Just Like You». Todavía vestida como Hannah Montana, Cyrus reapareció desde la parte trasera del escenario, vistiendo jeans de mezclilla azul brillante, una camiseta sin mangas blanca, un chaleco de mezclilla azul y una corbata plateada brillante; interpretó «Old Blue Jeans» entre bailarinas de respaldo y «Nobody's Perfect» deambulando sola por el escenario. El siguiente segmento comenzó con la presentación de «Pumpin' Up the Party», donde Cyrus se vistió con un minivestido de lentejuelas rosa y morado, medias fucsia y violeta y botas granate y los bailarines vestían atuendos inspirados en la década de 1960 mientras realizaban ejercicios de calistenia. El segmento continuó con «I Got Nerve», que requirió participación y rutinas elaboradas por parte de los bailarines, y un dúo con el acto de apertura. Mientras servían como acto de apertura, «We Got the Party» se interpretó a dúo con los Jonas Brothers. Ella anexó una gabardina rosa y morada a su atuendo y actuó con los Jonas Brothers, quienes también tocaban guitarras eléctricas. En un momento de la actuación, Cyrus desapareció para ser reemplazada por una doble de cuerpo que completó la actuación. Mientras que Aly & A.J. y Everlife sirvieron como actos de apertura, ellos interpretaron una versión posmoderna de «Rock and Roll All Nite» (1975) de Kiss y Cyrus usó un vestido de cóctel con estampado geométrico. Posteriormente, el acto de apertura realizó un interludio de varias canciones.

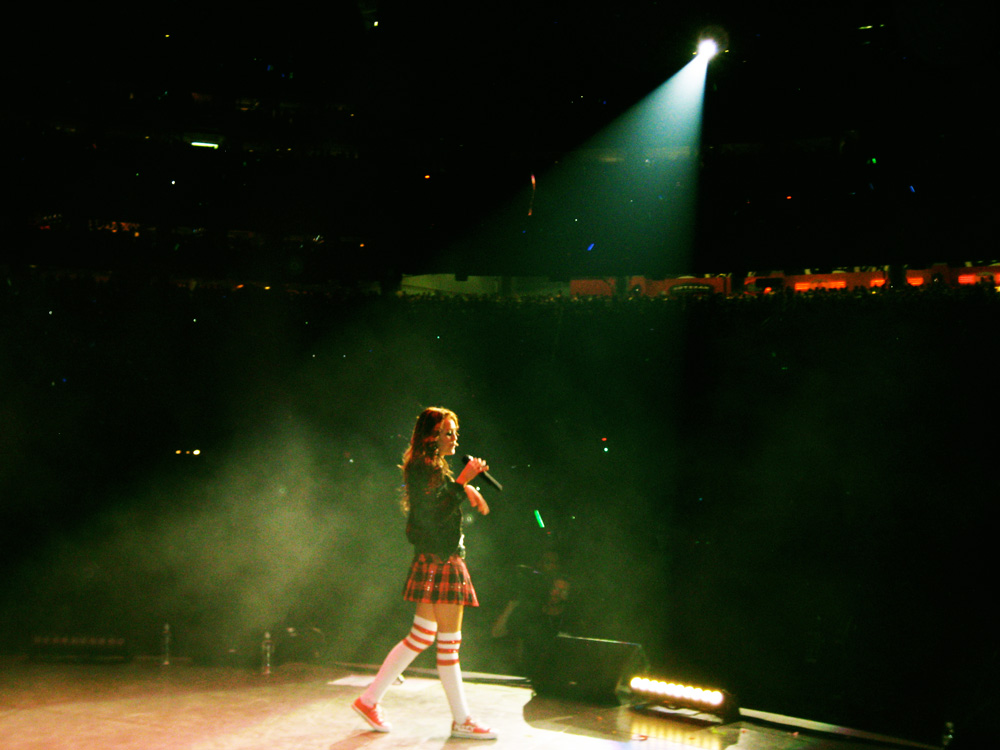
Miley Cyrus durante la gira.

Después de quitarse la peluca, Cyrus reapareció para interpretar ocho canciones más como ella misma. Ella emergió de la parte inferior de la pasarela para interpretar «Start All Over». Estaba vestida con jeans negros con tachuelas y cadenas atadas a la cintura, una camiseta sin mangas blanca, un chaleco de cuero negro y un guante a juego. Deambuló por todo el escenario, pateando el soporte del micrófono y golpeándose la cabeza. «Good and Broken» y «See You Again», en donde Cyrus se quitó el chaleco y se le unieron varios bailarines de respaldo, completaron el cuarto segmento del programa. Regresó al escenario con un bustier fucsia y una falda negra corta con volantes para interpretar «Let's Dance», donde realizó una coreografía de influencia latina con bailarines de respaldo y «Right Here». Antes de que Cyrus volviera a entrar al escenario para el sexto segmento, las coristas cantaron una versión reelaborada de «Mickey» (1982) de Toni Basil que reemplazó la palabra "Mickey" por "Miley". Cyrus, vestida con una camiseta rosa sin mangas, una minifalda a cuadros y zapatillas con calcetines hasta las rodillas, interpretó «East Northumberland High», en medio de bailarines vestidos como patinadores y jugadores de fútbol americano. Agregando una chaqueta negra, concluyó el concierto principal con «G.N.O. (Girl's Night Out)» y el tema de Hannah Montana, «The Best of Both Worlds», una canción acreditada a su alter ego. Este último hizo que Cyrus interactuara con un video que mostraba a Hannah Montana y terminó con el lanzamiento de confeti y fuegos artificiales. Esporádicamente a lo largo del Best Both Worlds Tour, Cyrus regresó al escenario para interpretar un encore de una sola canción, que era «I Miss You» o «Ready, Set, Don't Go», un dueto con su padre Billy Ray Cyrus. Ambas canciones se interpretaron en un ambiente acústico, sin bailarines ni efectos especiales. La primera tenía a Cyrus tocando la guitarra acústica ella misma, mientras que la última tenía a su padre haciéndolo.

### Canciones
El repertorio original de la gira estuvo conformado por diecisiete canciones, de las cuales cuatro fueron extraídas del álbum Hannah Montana (2006), incluyendo su sencillo principal «The Best of Both Worlds», y doce canciones extraídas del disco doble Hannah Montana 2: Meet Miley Cyrus (2007), de las cuales cinco son acreditadas a Hannah Montana y las siete restantes a Miley Cyrus; esto incluye los sencillos «Nobody's Perfect», «See You Again» y «Start All Over». En algunos conciertos, Cyrus interpretó «I Miss You» (perteneciente a Meet Miley Cyrus) como el encore, y en otras ocasiones, interpretó «Ready, Set, Don't Go» junto a su padre Billy Ray Cyrus. A partir del concierto en Detroit el 11 de enero de 2008, Cyrus como Hannah Montana reemplazó «We Got the Party» por «Rock and Roll All Nite» junto a Aly & AJ, debido a que los Jonas Brothers ya no servían como acto de apertura. En el concierto en Miami (el último de la gira), Cyrus interpretó «Clear» del álbum Meet Miley Cyrus como encore.

## Recepción crítica
Chris William de Entertainment Weekly calificó el concierto con una B+ y comentó que, a pesar de su edad (en ese momento, catorce años), Cyrus era una artista decidida y agradable que podía dominar el escenario durante todo el espectáculo. Continuó comparándola con Britney Spears y Avril Lavigne estilística y musicalmente, respectivamente. Jim Abbott, del Orlando Sentinel, creía que el Best of Both Worlds Tour era tan entretenida como los conciertos de Spears o de los Backstreet Boys, y agregó que la calidad del espectáculo hacía que los conciertos anteriores de Hilary Duff "parecieran algo en el patio de comidas de un centro comercial". Sin embargo, Abbott también declaró que Cyrus no pudo duplicar la energía de Hannah Montana. Kelefa Sanneh de The New York Times esperaba que el concierto la decepcionara después de la conmoción y el entusiasmo que generó, pero no fue así. Ella dijo: "El espectáculo fue fantástico: una subida de azúcar de dos horas y un largo desafío para los fanáticos, que tenían que seguir el ritmo frenético de la señorita Cyrus". Con respecto a Cyrus, Sanneh dijo que era una cantante agradable, siendo capaz de enfatizar ciertas palabras y que su comportamiento en el escenario la retrataba como una "alborotadora trabajadora y de carácter dulce. Hay algo ligeramente disruptivo en su brillante sonrisa [...] Y ella le da un toque de bienvenido con caos a todo lo que ella hace". J. Freedom du Lac de The Washington Post describió el concierto como "una explosión de pop de casi 90 minutos en la que la carismática Cyrus, que se quejó de que no se sentía bien, dominó el escenario con confianza, actuando con una arrogancia particular". Mikael Wood de Los Angeles Times describió que el espectáculo operaría en un "punto de fiebre frenética" y solo atraería a los niños, confundiendo a los adultos con su presentación.
J. Edawrd Keyes de Newsday dijo que los productores pudieron ofrecer un concierto "que fue el equivalente visual y sonoro de lavar una libra de azúcar con 27 latas de refresco". Keyes agregó que, a pesar del carisma de Cyrus, era evidente que el programa y el arreglo de dos personajes (considerando que no había grandes divergencias entre ellos) era una estrategia evidente para ampliar el marketing y recibir más ganancias. Peter Hartlaub del San Francisco Chronicle creía que Cyrus era una buena cantante y comentó: "Era relativamente saludable, musicalmente tolerable y ciertamente tenía mucho valor de producción. Es posible que algunos adultos se hayan ido preguntándose por qué tanto alboroto, pero ninguno de los niños parecían un mínimo decepcionados". Jane Stevenson del Canadian Online Explorer notó las diferencias entre Hannah Montana y Cyrus, afirmando que Cyrus era "la galleta ligeramente más dura de las dos cantantes" y que el público recibió dos conciertos por el precio de uno. Una reseña no acreditada de The Palm Beach Post decía: "Ambas mitades [del concierto] fueron agradables y animadas, destacadas por la presencia en el escenario sobrenaturalmente asegurada de Cyrus, con y sin peluca". También afirmó que el set de Hannah Montana fue más satisfactorio debido a la calidad de las canciones y [tener] más energía. Geoff Edgers de The Boston Globe escribió: "Por supuesto, la mayoría de los fanáticos, principalmente preadolescentes, en la arena no se estaban partiendo de los pelos [...] musicales. Se comieron el espectáculo del espectáculo, con sus cambios de vestuario, pantallas de video gigantes y bengalas".

## Rendimiento Comercial

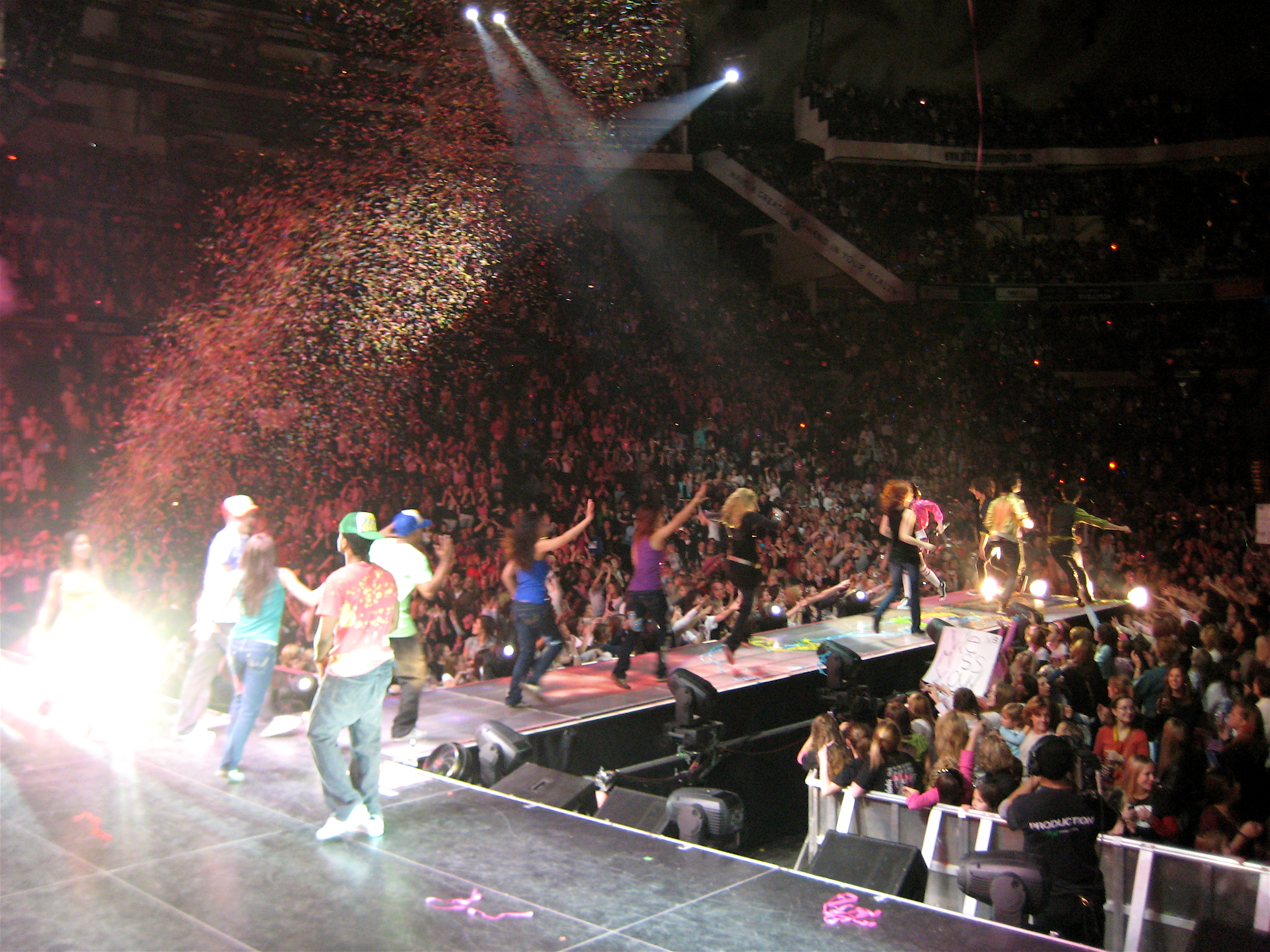
Imagen del final del espectáculo.

El Best of Both Worlds Tour fue un éxito financiero y pudo vender una gran cantidad de espectáculos en todo Estados Unidos en tiempo récord. El concierto del 6 de diciembre de 2007 en el Van Andel Arena en Grand Rapids, Míchigan, se agotó en ocho minutos, el tercero más rápido en la historia del recinto. Numerosos otros conciertos, como el celebrado el 1 de diciembre de 2007 en el Sprint Center de Kansas City, Misuri y el 11 de diciembre de 2007 en el Nationwide Arena de Columbus, Ohio, se agotaron en aproximadamente doce y quince minutos, respectivamente. "Absolutamente todos los espectáculos se agotaron en la misma cantidad de tiempo. Ya sea que estuvieras en Moline, Omaha, Nueva York o Los Ángeles, se agotaron en minutos", afirmó Debra Rathwell, vicepresidenta sénior de AEG Live. En total, el Best of Both Worlds Tour tuvo una asistencia total de aproximadamente un millón de personas y recaudó más de 54 millones de dólares estadounidenses, según Billboard Boxscore, convirtiéndose en la gira de conciertos con mayor recaudación para un acto nuevo en 2007 y 2008. El récord fue reconocido con el premio Breakthrough Act en los Billboard Touring Awards de 2008.

## Venta de Entradas
s entradas para el Best of Both Worlds Tour de se vende a cabo con bastante rapidez. Sin embargo, reventa de entradas fue una de las principales razones para ello. Muchas entradas se encuentra inmediatamente a la venta en los mercados secundarios , tales como eBay o StubHub , la venta por más del valor nominal de los billetes. Los precios del broker osciló entre $ 350 a $ 2.000 [ 34 ] para los billetes vendidos originalmente por $ 29 a $ 66. [ 38 ] La escasez de entradas para la gira llegó a ser tan pronunciada que ganó la atención nacional, con los padres con frecuencia expresan su indignación, el descontento y la decepción en nombre de sus hijos. [ 34 ] [ 38 ] El vicepresidente de Ticketmaster , Joe Freeman comentó: "El infierno no tiene furia como el padre de un niño haciendo un berrinche. Las personas que han estado en este negocio desde hace mucho tiempo están viendo lo que está pasando , y dicen que no ha habido una demanda de este nivel o intensidad desde The Beatles o Elvis [Presley] ". [ 38 ] En una instancia, una niña fue incapaz de someterse a una cirugía que necesitaba debido a problemas monetarios, por lo que vendió sus entradas para un espectáculo de la gira de dinero suficiente para pagar por la cirugía. [ 39 ] Debra Rathwell, vicepresidente senior de AEG Live dijo que los boletos tenían un precio y se vende lo más justo posible y aseguró que en ninguna conspiración entre los que manejó la gira y los corredores. "Hacemos todo lo que esté a nuestro alcance para detener a los corredores de conseguir entradas, pero es imposible", concluyó. [ 40 ] Sin embargo, algunos agentes negaron las acusaciones de compra de la mayoría de los boletos para los espectáculos. Brian Posey, propietario de la máquina de billetes, un corredor en línea con sede en East Lansing, Míchigan , comentó: "Nunca he visto esto en cuanto a la disponibilidad de cualquier espectáculo. Nunca ha sido tan difícil conseguir entradas para nosotros. Usted no ' t ver los asientos en cualquier lugar. Los padres no deben culpar a los corredores por comprando un montón de billetes ". [ 31 ] Él continuó a quejarse de que la empresa sólo fue capaz de comprar 28 boletos, mientras que por lo general un promedio de cientos de entradas para visitas en caliente. [ 31 ]

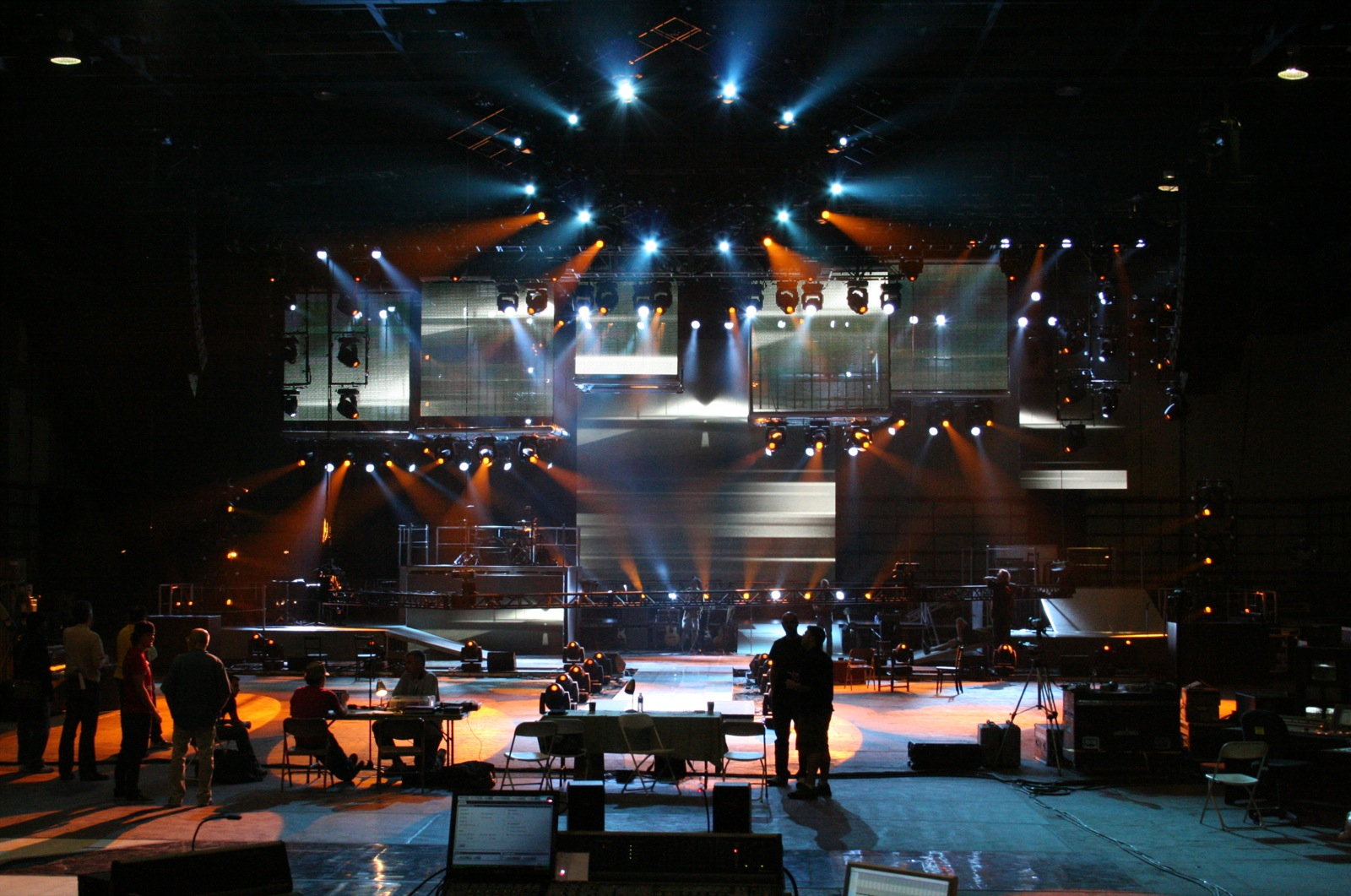
Imagen del escenario durante los ensayos.

Las investigaciones se llevaron a cabo en varios estados, incluyendo Arkansas, Míchigan, [ 31 ] y de Misuri, que dio lugar a demandas judiciales que acusaban a los agentes de la reventa de boletos de manera ilegal lo mejor de ambos mundos turística. "Cuando usted permite que el secuestro del mercado, es, literalmente, lo peor de ambos mundos. Deberá pagar demasiado, y no hay acceso para los lugareños", dijo de Justicia de Missouri Jay Nixon. [ 34 ] vendedores de entradas Numerosos billetes de acceso antes de la aficionados, como resultado de un programa de software por RMG Technologies Inc, lo que permitió a sus clientes a evadir Ticketmaster.com 's de CAPTCHA controles de acceso y uso del sitio web propiedad de una manera que violó el sitio "Términos de Uso". [ 34 ] Ticketmaster tuvo jurídica acción contra la RMG Tecnologías a través del Tribunal Federal de Distrito para el Distrito Central de California , alegando que el software desarrollado para vendedores de entradas ilegales "que les permite meterse en la fila". [ 34 ] Tecnologías de la RMG representante negó las acusaciones y dijo que no debería ser rendir cuentas por Ticketmaster se está siendo pagado por los boletos. "Esta puede ser la única vez en la historia que cualquier vendedor demandó a sus clientes de pagar demasiado dinero", el abogado de Tecnologías de la RMG, escribió en documentos judiciales. [ 34 ]
En noviembre de 2007, Kerry Inman, una mujer de Nueva Jersey , presentó una demanda contra el club oficial de fanes de Cyrus, MileyWorld, por no cumplir con los términos. Membresías reclamado los fanes suscritos a MileyWorld se supone que se dará prioridad para los asientos. Mientras que el sitio no garantiza la disponibilidad de boletos, alegó que los miembros que se conectaron poco después de que los boletos estuvieron disponibles tendría una buena oportunidad para comprar boletos. "Ellos aparentemente atraído a miles de persona en la compra de membresías en el Club de Fanes de Miley Cyrus. El escenario se ha repetido miles, si no decenas de miles de veces en los últimos meses", dijo el abogado de la mujer. [ 41 ] Randy Philips, director general de AEG Live, reveló la solución lógica a todo el tumulto que rodea el Best of Both Worlds Tour de que él y Miley ella tanto anhelaba, fue la de añadir más programas, pero se hizo imposible debido a Ciro ya estaba programada para la película Hannah Montana: La Película a principios de 2008. [ 38 ] En cambio, la demanda fue respondido con la adición de un total de 45.000 plazas adicionales que se ofrecieron durante un tiempo limitado a los suscriptores MileyWorld durante los últimos 21 muestra de lo mejor de ambos mundos turística. [ 42 ]
Con más escaños, más concursos de radio, las subastas de las entradas, y otros tipos de concursos se les ofreció para que los aficionados pueden asistir a conciertos. [ 34 ] Uno de los participantes del concurso había escrito un ensayo sobre un acontecimiento que les impactó más para ganar un cambio de imagen que incluye una Hannah peluca de Montana, de vuelo para cuatro personas a Albany, Nueva York, los boletos, y cuatro para el 9 de enero de 2008 el concierto celebrado en el Centro de Times Union de Albany. [ 43 ] El ganador, una niña de 6 años de Garland, Texas , tenía ganó con un ensayo declarando padre de la niña había muerto 17 de abril de 2007 en un atentado en la carretera en Irak durante la guerra de Irak . [ 43 ] Sin embargo, la madre de la niña, Priscilla Ceballos, admitió más tarde que el ensayo y la información militar que proporciona acerca de su padre, hija eran falsas. "Hicimos el ensayo y eso es lo que hizo para ganar. Hicimos lo que pudimos hacer para ganar, pero cuando [Robyn Caulfied] me preguntó si este ensayo es cierto, me dijo: 'No, este ensayo no es verdad'", Ceballos , dijo. [ 43 ] Los premios se entregaron a la finalista. El accidente llamó la atención tanto de los medios de comunicación, ya que ejemplifica mucho de los padres desesperados por complacer a sus hijos.

## Escándalo del doble de Hannah Montana

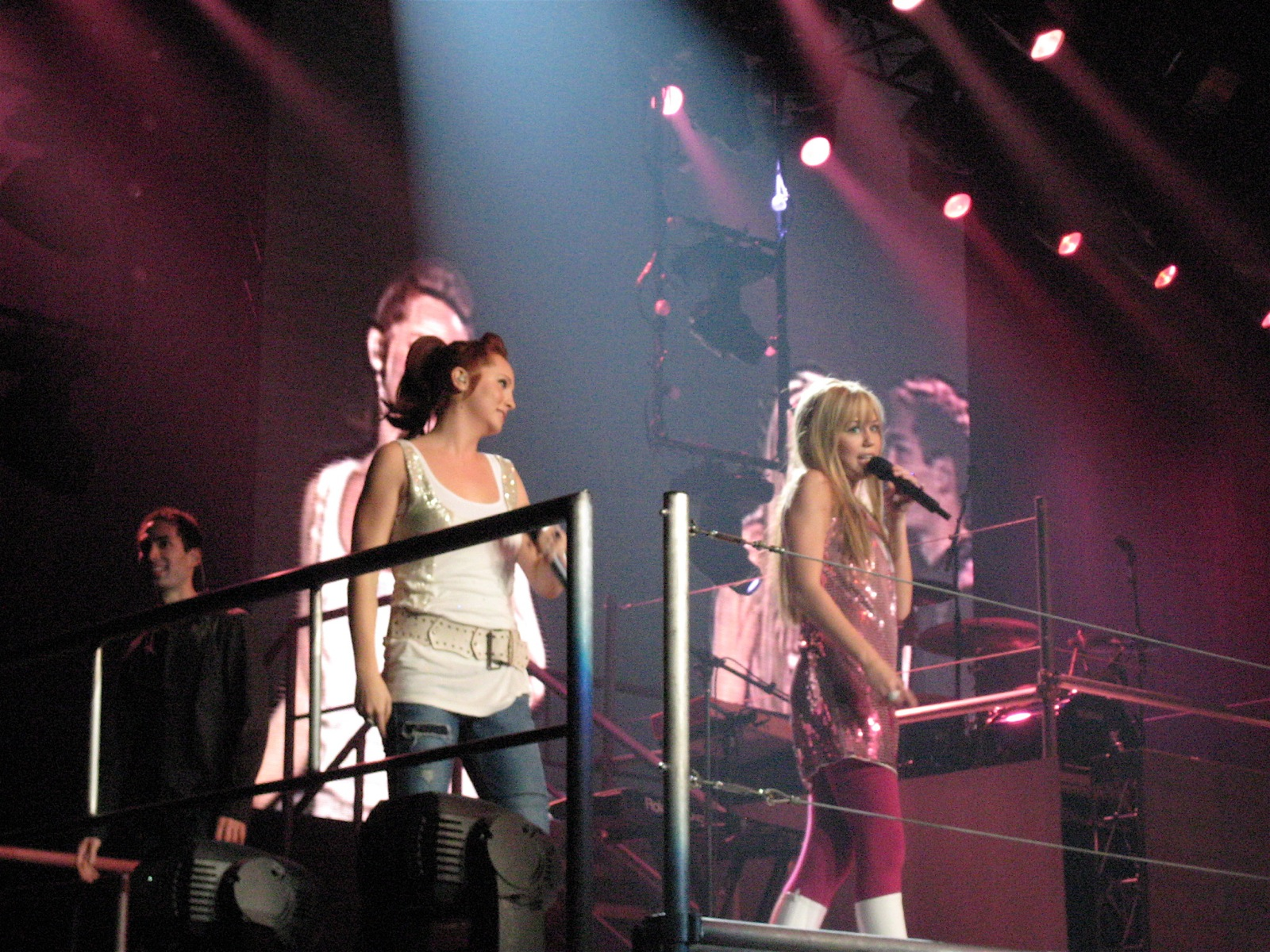
Cyrus interpretando a Hannah Montana.

En enero de 2008, numerosos videos, que capturó el cambio de Ciro a la doble de cuerpo durante la realización de "We Got the Party", aparecido en Internet. [ 45 ] Los videos hicieron el punto de cómo, durante el puente de la canción, los bailarines de copia de seguridad llena ella como miembro de la tripulación cubierta Cyrus con una hoja y la condujo a una trampa y, a través del lado adyacente, una doble de cuerpo se cierra. Llevaba el mismo vestuario como Ciro y utilizó la peluca rubia y gafas grandes para ocultar su rostro. [ 46 ] Por otra parte, las cámaras en vivo apenas la captura y no película de primeros planos [ 24 ] mientras bailaba, corría frenéticamente, y con los labios sincronizado el resto de "We Got the Party". [ 45 ] Numerosos aficionados y los críticos se convirtió en indignación y se preguntó si Ciro, sincronización de labios todo el espectáculo en el Best of Both Worlds Tour de. [ 24 ] [ 45 ] Un aficionado expresó su irritación en la revista OK! revista, diciendo: "Todo el tiempo que esto ocurría la voz de Miley se sigue jugando. El impostor nueva daba la espalda mientras ella bailaba, tratando de ocultar el hecho de que no era Miley Cyrus. En este instante me sentí muy sospechoso. No hace falta decir que estaba furioso! Pagué un buen dinero para ver el concierto. me decepcionó y me sentí como si estuviera tomado por tonto ". [ 46 ]
El 11 de enero de 2008, la publicista de Cyrus confirmó que los videos eran de fiar y que el cuerpo de matrimonio, copia de seguridad bailarina Ashlee Nino, estaba siendo utilizada en todas las paradas del Best of Both Worlds Tour de. Relaciones públicas PMK emitió una declaración que explica los propósitos para el uso del doble de cuerpo:
Para ayudar a acelerar la transición de Hannah a Miley, no es un elemento de producción durante la realización de "We Got the Party" que incorpora una doble de cuerpo para Miley. Después de que Hannah se ha completado el verso ofrecido en el dúo con los Jonas Brothers, una doble de cuerpo aparece aproximadamente uno o dos minutos antes del final de la canción con el fin de permitir que Miley quitarse la peluca y el traje de Hannah y transformarse en Miley para su solo establecido. Además de en este momento de transición muy breve en la serie, Miley interpreta en directo durante la totalidad de ambos Hannah y Miley segmentos del concierto. [ 45 ]
Cyrus explicó más tarde que las voces se han centrado estratégicamente en los Jonas Brothers para las partes posteriores de "We Got the Party", de modo que el doble del cuerpo no tenía mucha actividad en relación con el canto. Ella también dijo que por lo general se hizo cargo de una hora y media para hacer la transición de Miley a Hannah y viceversa en el conjunto de series de televisión, durante una gira que duró aproximadamente dos minutos. Con el tiempo adicional, Ciro fue capaz de descansar brevemente, tomar agua, y prepararse para el resto de la serie.

## Película

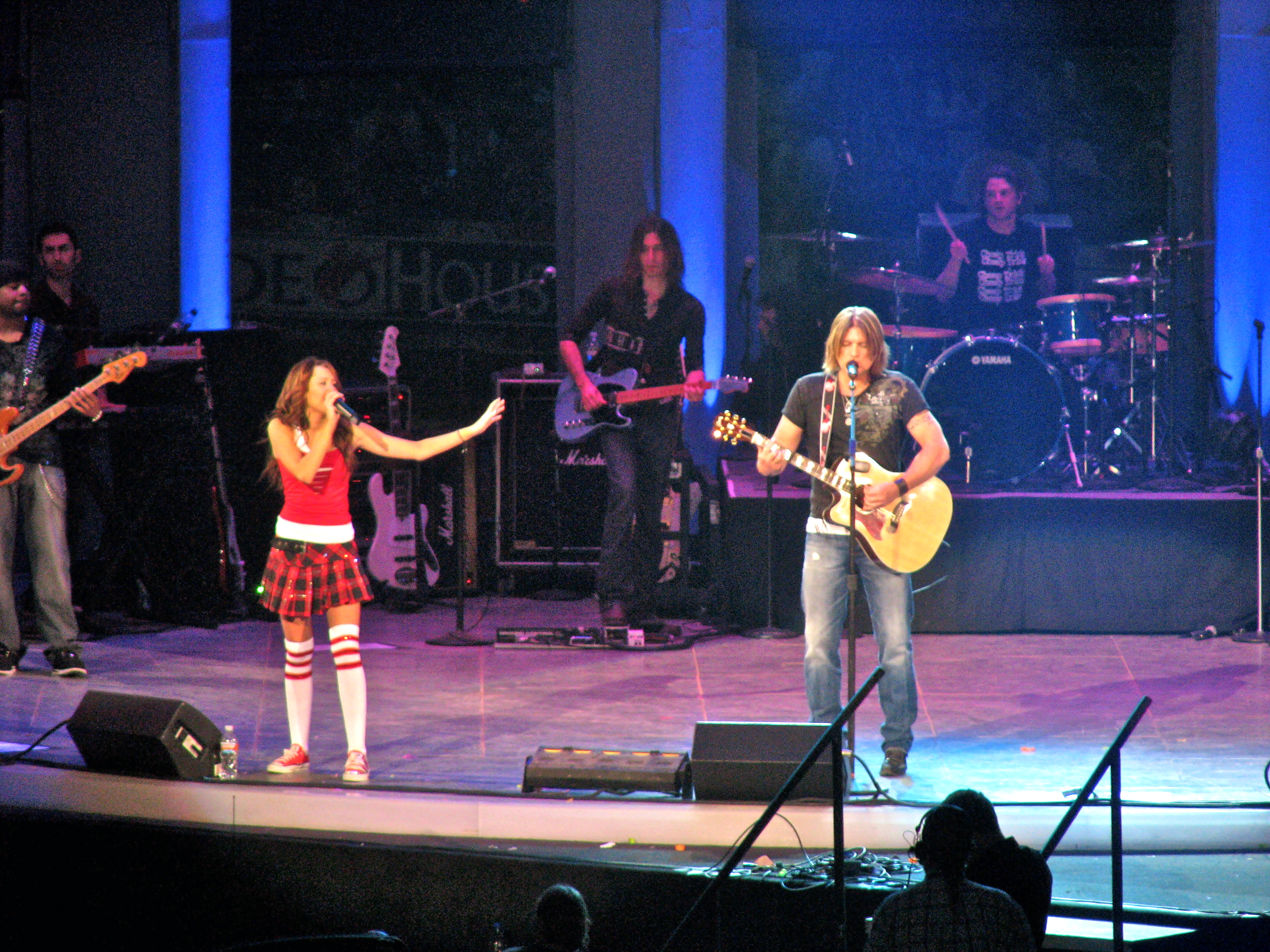
Cyrus actuando con su padre.

Los conciertos que se celebran el 18 de octubre de 2007 en el Scottrade Center en St. Louis y 26 de octubre de 2007 en el EnergySolutions Arena de Salt Lake City [ 7 ] fueron filmadas para un formato Disney Digital 3D de liberación, un grupo de filmes en tres dimensiones distribuidos por Walt Disney Pictures . [ 47 ] La película, titulada Hannah Montana & Miley Cyrus: Lo Mejor de Ambos Mundos Concierto , fue dirigida por Bruce Hendricks y producida por Art Repola. [ 47 ] La película recopilado algunas de las actuaciones del programa, junto con el material del backstage . Cyrus dijo que Hannah Montana & Miley Cyrus: Best of Both Worlds Concert se hizo para las personas que no asistieron a un concierto durante la gira debido a la reventa de entradas. Y continuó: "Esto es como mejor que la primera fila. Se podría extender la mano y siente que puede tocar mi mano, me veía en ese momento, allí mismo, justo en frente de usted, que es tan divertido". [ 39 ] Fue lanzado el 1 de febrero de 2008 para el cine americano, con un palmo de intención de una semana en los cines. [ 47 ] La película fue lanzada a un total de 683, con un extra de cuatro que se añadió más tarde. [ 48 ] En su primer fin de semana , la película recaudó más de $ 31,1 millones. [ 49 ] Con las ventas de apertura de la semana, el set de filmación de varios registros. Se convirtió en el total de caja de más alto cargo para el Super Bowl fin de semana, la apertura de mayor recaudación para una película en tres dimensiones, y el más alto por promedio de pantalla cada vez -. 42.000 dólares por pantalla [ 50 ] [ 51 ] Se llegó a recaudar más de $ 42,8 millones en su primera semana completa, convirtiéndose en la película más taquillera de la semana [ 52 ] y de la película con el menor número de teatros para debutar en el número uno. [ 50 ] Después de su éxito comercial, carrera de la película se amplió, sino que finalmente cerró el 15 de mayo de 2008, en los cines durante 15 semanas. [ 50 ] Con un total bruto de 70,6 millones de dólares a nivel mundial, Hannah Montana & Miley Cyrus: Lo Mejor de Ambos Mundos Concierto fue una vez la película del concierto más vendido de todos los tiempos, hasta que superado por Michael Jackson This Is It (2009), [ 53 ] que vendió más de $ 189 millones en todo el mundo. [ 54 ]
Hannah Montana & Miley Cyrus: Best of Both Worlds Concert positiva recibida con críticas variadas de los críticos. En Metacritic , que generó la recepción general, mixta o media, obteniendo una puntuación colectiva de 59 de cada 100 basado en 13 revisiones. [ 55 ] En Rotten Tomatoes , la película generó críticas en general frescos, con un 73 por ciento de los 42 evaluadores dan comentarios positivos. [ 56 ] Michael Hann de The Guardian cree que la película sólo estaba apelando a las niñas. Y añadió: "Aquí no hay nada para detenerlo, pero igualmente no hay nada que se repelen". [ 57 ] Elizabeth Weitzman de la ciudad de Nueva York 's Daily News periódico informó de que los productores no utilizan tecnología tridimensional en todo su potencial, pero felicitó a la película en su conjunto, declarando que "a medida que vendrá a lograr lo mejor de ambos mundos". [ 58 ] Hannah Montana & Miley Cyrus: Best of Both Worlds Concert fue lanzado al cine en los mercados internacionales, incluyendo Europa, América Latina y Oceanía, a principios de 2008. [ 47 ] La película fue televisado el 20 de julio de 2008 en Disney Channel , donde fue visto por más de 5,9 millones de espectadores. [ 59 ] Fue lanzado en Blu-ray y DVD el 19 de agosto de 2008, como una versión extendida que cuenta con más actuaciones y extras. [ 60 ] [ 61 ]
Un álbum en vivo, titulado Best of Both Worlds Concert , fue tomada de los conciertos mismos de la película y puesto en libertad el 11 de marzo de 2008. Se trataba de un audio CD y un DVD con dos actuaciones conciertos y grabaciones detrás de las escenas. El álbum fue lanzado por primera vez exclusivamente a los Estados Unidos de Wal-Mart tiendas y otros lugares en los Estados Unidos un mes después. [ 62 ] Stephen Thomas Erlewine de Allmusic dijo: "Este es otro recuerdo para los aficionados que no pueden vivir sin el espectáculo , y en ese sentido, está perfectamente bien -. una buena pieza, pulido de producto que va a salir de apuros hasta el próximo Hannah nueva / Miley álbum viene junto  Lo Mejor de Ambos Mundos Concierto fue un éxito comercial, alcanzando el número tres tanto en los Billboard 200 gráfico de EE. UU. y la lista de álbumes de Canadá. También alcanzó el puesto número dieciséis en Australia y fue certificado oro por la Recording Industry Association de Australia para envíos superiores a 35.000 copias.

## Actos de apertura
- Jonas Brothers (18 de octubre de 2007 – 9 de enero de 2008)
- Aly & AJ (11 de enero de 2008 – 24 de enero de 2008)
- Everlife (25 de enero de 2008 – 31 de enero de 2008)

## Repertorio
- Primera parte (Hannah Montana):

1. «Rock Star»
2. «Life's What You Make It»
3. «Just Like You»
4. «Old Blue Jeans»
5. «Nobody's Perfect»
6. «Pumpin' Up the Party»
7. «I Got Nerve»
8. «We Got the Party» (desde el 18 de octubre de 2007 hasta el 9 de enero de 2008)
9. «Rock and Roll All Nite» con Aly & AJ (cover de Kiss, a partir del 11 de enero de 2008)

- Segunda parte (Miley Cyrus):

1. «Start All Over»
2. «Good and Broken»
3. «See You Again»
4. «Let's Dance»
5. «Right Here»
6. «East Northumberland High»   (Contiene elementos de Mickey)
7. «G.N.O. (Girl's Night Out)»
8. «The Best of Both Worlds» (Contiene elementos de «We Got the Party»)

Encore
1. «I Miss You»
2. «Ready, Set, Don't Go» con Billy Ray Cyrus
3. «Clear» (interpretada solo el 31 de enero del 2008)

- - Ready, Set, Don’t Go fue interpretada en fechas seleccionadas para terminar el Encore no representa el repertorio de toda la gira fue presentada en fechas esporádicas.
  - Durante el concierto del 11 de enero We Got The Party fue intercambiada por Rock an Roll All Nite un cover de KISS interpretada por Hannah Montana y Aly & Aj, el 25 de enero Everlife se unió a Hannah para interpretar la canción.
  - Clear fue interpretada antes que I Miss You en la última fecha Cyrus confeso que al ser el último concierto quería hacer algo especial.

Source:

## Fechas del Tour
| Día                     | Ciudad            | País           | Lugar                                |
| ----------------------- | ----------------- | -------------- | ------------------------------------ |
| Norte América           |                   |                |                                      |
| 18 de octubre de 2007   | St. Louis         | Estados Unidos | Scottrade Center                     |
| 20 de octubre de 2007   | Moline            | Estados Unidos | IWireless Center                     |
| 21 de octubre de 2007   | Minneapolis       | Estados Unidos | Target Center                        |
| 23 de octubre de 2007   | Omaha             | Estados Unidos | CHI Health Center                    |
| 25 de octubre de 2007   | Denver            | Estados Unidos | Pepsi Center                         |
| 26 de octubre de 2007   | Salt Lake City    | Estados Unidos | EnergySolutions Arena                |
| 27 de octubre de 2007   | Salt Lake City    | Estados Unidos | EnergySolutions Arena                |
| 29 de octubre de 2007   | Seattle           | Estados Unidos | Key Arena                            |
| 30 de octubre de 2007   | Portland          | Estados Unidos | Rose Garden Arena                    |
| 1 de noviembre de 2007  | Oakland           | Estados Unidos | Oracle Arena                         |
| 3 de noviembre de 2007  | Anaheim           | Estados Unidos | Honda Center                         |
| 4 de noviembre de 2007  | San José          | Estados Unidos | SAP Center                           |
| 6 de noviembre de 2007  | Fresno            | Estados Unidos | Save Mart Center                     |
| 7 de noviembre de 2007  | Los Ángeles       | Estados Unidos | Staples Center                       |
| 8 de noviembre de 2007  | San Diego         | Estados Unidos | San Diego Sports Arena               |
| 9 de noviembre de 2007  | Glendale          | Estados Unidos | Jobing.com Arena                     |
| 11 de noviembre de 2007 | Houston           | Estados Unidos | Toyota Center                        |
| 12 de noviembre de 2007 | San Antonio       | Estados Unidos | AT&T Center                          |
| 14 de noviembre de 2007 | Fort Worth        | Estados Unidos | Fort Worth Convention Center         |
| 15 de noviembre de 2007 | Bossier City      | Estados Unidos | CenturyTel Center                    |
| 19 de noviembre de 2007 | Tampa             | Estados Unidos | St. Pete Times Forum                 |
| 20 de noviembre de 2007 | Sunrise           | Estados Unidos | BankAtlantic Center                  |
| 23 de noviembre de 2007 | Nashville         | Estados Unidos | Bridgestone Arena                    |
| 24 de noviembre de 2007 | Knoxville         | Estados Unidos | Thompson-Boling Arena                |
| 25 de noviembre de 2007 | Greensboro        | Estados Unidos | Greensboro Coliseum                  |
| 27 de noviembre de 2007 | Charlotte         | Estados Unidos | Charlotte Bobcats Arena              |
| 28 de noviembre de 2007 | Duluth            | Estados Unidos | Arena at Gwinnett Center             |
| 29 de noviembre de 2007 | Memphis           | Estados Unidos | FedEx Forum                          |
| 1 de diciembre de 2007  | North Little Rock | Estados Unidos | Simmons Bank Arena                   |
| 2 de diciembre de 2007  | Oklahoma City     | Estados Unidos | Ford Center                          |
| 3 de diciembre de 2007  | Kansas City       | Estados Unidos | T-Mobile Center                      |
| 5 de diciembre de 2007  | Auburn Hills      | Estados Unidos | The Palace of Auburn Hills           |
| 6 de diciembre de 2007  | Grand Rapids      | Estados Unidos | Van Andel Arena                      |
| 8 de diciembre de 2007  | Rosemont          | Estados Unidos | Allstate Arena                       |
| 9 de diciembre de 2007  | Indianápolis      | Estados Unidos | Conseco Fieldhouse                   |
| 11 de diciembre de 2007 | Columbus          | Estados Unidos | Nationwide Arena                     |
| 12 de diciembre de 2007 | Lexington         | Estados Unidos | Rupp Arena                           |
| 13 de diciembre de 2007 | Cincinnati        | Estados Unidos | U.S. Bank Arena                      |
| 15 de diciembre de 2007 | Toronto           | Canadá         | Air Canada Centre                    |
| 16 de diciembre de 2007 | Rochester         | Estados Unidos | Blue Cross Arena                     |
| 17 de diciembre de 2007 | Filadelfia        | Estados Unidos | Wachovia Center                      |
| 19 de diciembre de 2007 | Hartford          | Estados Unidos | Hartford Civic Center                |
| 20 de diciembre de 2007 | Providence        | Estados Unidos | Dunkin Donuts Center                 |
| 21 de diciembre de 2007 | Worcester         | Estados Unidos | DCU Center                           |
| 22 de diciembre de 2007 | Worcester         | Estados Unidos | DCU Center                           |
| 27 de diciembre de 2007 | Uniondale         | Estados Unidos | Nassau Coliseum                      |
| 28 de diciembre de 2007 | Uniondale         | Estados Unidos | Nassau Coliseum                      |
| 29 de diciembre de 2007 | Newark            | Estados Unidos | Prudential Center                    |
| 30 de diciembre de 2007 | Newark            | Estados Unidos | Prudential Center                    |
| 3 de enero de 2008      | Cleveland         | Estados Unidos | Quicken Loans Arena                  |
| 4 de enero de 2008      | Pittsburgh        | Estados Unidos | Mellon Arena                         |
| 5 de enero de 2008      | Atlantic City     | Estados Unidos | Boardwalk Hall                       |
| 7 de enero de 2008      | Washington D. C.  | Estados Unidos | Verizon Center                       |
| 8 de enero de 2008      | Baltimore         | Estados Unidos | 1st Mariner Arena                    |
| 9 de enero de 2008      | Albany            | Estados Unidos | Times Union Center                   |
| 11 de enero de 2008     | Detroit           | Estados Unidos | Joe Louis Arena                      |
| 13 de enero de 2008     | Milwaukee         | Estados Unidos | Bradley Center                       |
| 14 de enero de 2008     | Chicago           | Estados Unidos | United Center                        |
| 15 de enero de 2008     | St. Louis         | Estados Unidos | Scottrade Center                     |
| 18 de enero de 2008     | Las Vegas         | Estados Unidos | MGM Grand Arena                      |
| 19 de enero de 2008     | Las Vegas         | Estados Unidos | MGM Grand Arena                      |
| 20 de enero de 2008     | Las Vegas         | Estados Unidos | MGM Grand Arena                      |
| 22 de enero de 2008     | Glendale          | Estados Unidos | Jobing.com Arena                     |
| 24 de enero de 2008     | Austin            | Estados Unidos | Frank Erwin Center                   |
| 25 de enero de 2008     | Lafayette         | Estados Unidos | Cajundome                            |
| 26 de enero de 2008     | Nueva Orleans     | Estados Unidos | New Orleans Arena                    |
| 28 de enero de 2008     | Orlando           | Estados Unidos | Amway Arena                          |
| 29 de enero de 2008     | Orlando           | Estados Unidos | Amway Arena                          |
| 30 de enero de 2008     | Jacksonville      | Estados Unidos | Jacksonville Veterans Memorial Arena |
| 31 de enero de 2008     | Miami             | Estados Unidos | American Airlines Arena              |

## Personal
Creative Team
- Director – Kenny Ortega
- Coreo grafo – Kenny Ortega, Teresa Espinosa
- Diseño – Kelly McFadden
- Iluminador y Diseñador de Video – Abigail Rosen Holmes
- Administración – Jason Morey, Jim Morey
- Fotografía – Brian Love, Kevin Mazuer, Michael T. Williams
- Diseño de Producción – Michael Cotten
- Pantallas Director de contenido – Steve Gerdes
- Personal y Equipo Coordinador de Producción – Omar Abderrahman
- Técnicos de Vídeo – Eric Geiger, Steve "Bone" Gray, Evan Huff, Justin McLean, Dane Mustola, Mark Woody
- Diseñador de Vestuario – Dahlia Foroutan

Banda
- Dirección Musical - Stacy Jones, John Taylor
- Guitarra - Jamie Arentzen, John Taylor
- Teclados - Mike Schmid
- Bajo - Greg Garbowski, Vashon Johnson
- Batería - Stacy Jones, Jack Lawless
- Coros - Candice Accola, Kay Hanley

Fuente: